# Ariadna abandonada por Teseo
Ariadna abandonada por Teseo es un cuadro de la pintora Angelica Kauffmann, realizado en 1774, que se encuentra en el Museo de Bellas Artes de Houston en Estados Unidos.

## Tema
La artista usa un tema mitológico narrado por Hesíodo que describe el abandono de Ariadna por Teseo en Naxos. El héroe ateniense había escapado del laberinto del Minotauro en Creta, llevándose a la princesa cretense, Ariadna, quien se había enamorado de Teseo. Luego, de regreso a Atenas, la abandona en la isla mientras duerme (por orden de los dioses o a traición, según la versión), por lo que el despertar de la desconsolada princesa suele ser un tema recurrente en su iconografía.

## Representaciones
El tema es menos representado que el episodio en el que Ariadna ayuda a Teseo a escapar del laberinto del Minotauro con un ovillo de hilo. No obstante, sí existen algunas otras muestras de este pasaje como la de Carlo Saraceni, de alrededor de 1608.
En la obra comentada, Ariadna despierta y se lamenta al verse abandonada, con el barco de su amante Teseo perdiéndose en la lejanía.